# Кэвъянвывеем
Кэвъянвывеем (Кэуянвувээм) — река на Дальнем Востоке России, протекает по территории Провиденского района Чукотского автономного округа.
Длина реки — 38 км.
Берёт начало из озера Пычгынмыгытгын, протекает в меридиональном направлении, впадает в Ергывеем слева в 74 км от его устья.
Название в переводе с чукот. Кэвъянвываам — «мёрзлая река».

## Топографические карты
- Лист карты Q-1-XXIII,XXIV. Масштаб: 1 : 200 000. Указать дату выпуска/состояния местности.
- Лист карты Q-1-XVII,XVIII. Масштаб: 1 : 200 000. Указать дату выпуска/состояния местности.